# D 715 (Türkei)
Die Straße D 715 (Devlet yolu 715) ist eine 403 km lange Straße in der Türkei.

## Verlauf

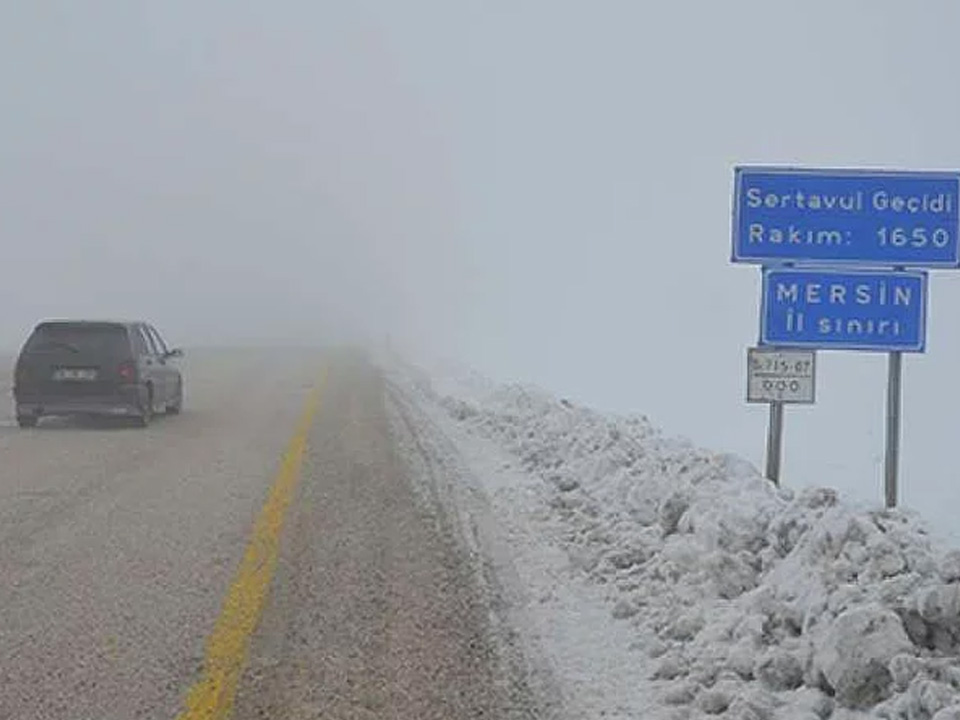
Die Straße am Pass Sertavul Geçidi (1650 m)

Die Straße beginnt an der Grenze der Provinzen Ankara und Konya 11 km nördlich der Stadt Kulu an der D 750 und führt nach Südsüdwesten über Kulu und westlich des Salzsees Tuz Gölü über Cihanbeyli in die Provinzhauptstadt Konya. Dort kreuzen die West-Ost-Achse der D 300 und die D 330 (Europastraße 981). Die D 715 lässt die D 696 nach Südwesten abzweigen und setzt sich nach Südsüdosten über İçeriçumra, wo die D 705 abzweigt, und die Einmündung der D 350 zur Provinzhauptstadt Karaman fort, wo die D 350 wieder nach Osten abzweigt. Von hier setzt sich die D 715 nach Süden durch das Taurusgebirge über den Pass Sertavul Geçidi (1650 m) in die Stadt Mut fort. Hier trifft die von Westen kommende D 340 auf sie. Die Straße folgt dem Fluss Göksu (historisch als Saleph bekannt) nach Silifke, dem antiken Seleukia, wo sie nahe der Küste des Mittelmeers auf die West-Ost-Achse der D 400 trifft und an dieser endet.